# جام یوروامریکانا
جام یوروامریکانا یک تورنمنت دوستانه فوتبال بود که توسط دایرکت‌تی‌وی ایجاد شد و در قاره آمریکا برگزار شد. برخی از باشگاه‌ها از کونکاکاف، کونمبول و یوفا برای شرکت در آن دعوت شدند.هر مسابقه به مدت ۹۰ دقیقه برگزار می‌شد. در صورت تساوی بعد از ۹۰ دقیقه، برنده از طریق ضربات پنالتی مشخص می‌شد. به تیم برنده هر مسابقه یک امتیاز تعلق گرفت و کنفدراسیونی که بیشترین امتیاز را در پایان مسابقات کسب کرده بود قهرمان اعلام شد.
از سال ۲۰۱۴، مسابقات مربوط به تیم‌های اسپانیایی نیز به عنوان چالش جهانی ال‌اف‌پی انجام می‌شد.

## فرمت
هر مسابقه به مدت ۹۰ دقیقه برگزار می‌شد. در صورت تساوی بعد از ۹۰ دقیقه، برنده از طریق ضربات پنالتی مشخص می‌شد. به تیم برنده هر مسابقه یک امتیاز تعلق گرفت و کنفدراسیونی که بیشترین امتیاز را در پایان مسابقات کسب کرده بود قهرمان اعلام شد.

## قهرمانان
| فصل  | قهرمان        | امتیازات | نایب قهرمان   | امتیازات |
| ---- | ------------- | -------- | ------------- | -------- |
| ۲۰۱۳ | اروپا         | ۶        | آمریکای جنوبی | ۲        |
| ۲۰۱۴ | اروپا         | ۵        | قاره آمریکا   | ۴        |
| ۲۰۱۵ | آمریکای جنوبی | ۳        | اروپا         | ۱        |

## گلزنان برتر
| فصل  | بازیکن          | تیم    | گل |
| ---- | --------------- | ------ | -- |
| ۲۰۱۳ | دانیلو          | پورتو  | ۳  |
| ۲۰۱۴ | دیمیتار برباتوف | موناکو | ۲  |
| ۲۰۱۵ | دویه چوپ        | مالاگا | ۲  |